# Eleutherodactylus ingeri
Eleutherodactylus ingeri là một loài ếch trong họ Leptodactylidae.
Loài này có ở Colombia và có thể cả Venezuela.
Môi trường sống tự nhiên của nó là các khu rừng vùng núi ẩm nhiệt đới hoặc cận nhiệt đới. Loài này đang bị đe dọa do mất môi trường sống.